# Гръклянова съгласна
Гръкляновите съгласни (ларингални консонанти) са съгласни, които се учленяват в гръкляна. Те включват глътъчните съгласни (включително надгръклянниковите), гласилковите съгласни, а в някои езици и определени мъжечни съгласни.